# Expoliación de bienes culturales peruanos durante la guerra del Pacífico

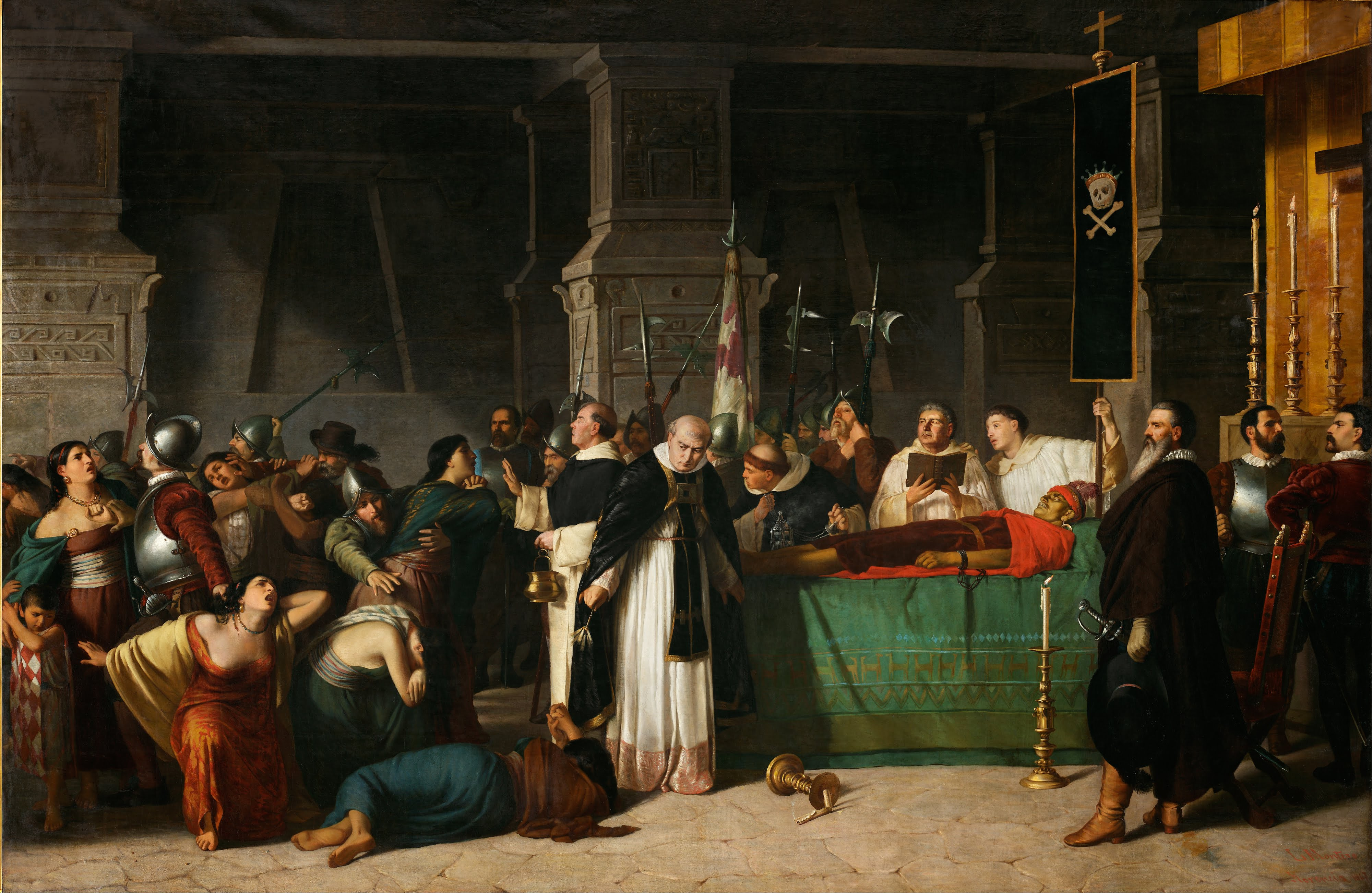
El óleo Los funerales de Atahualpa de Luis Montero fue sustraído de Lima y exhibido en el edificio del Congreso de Chile, desde donde fue devuelto en 1885.

La expoliación de bienes culturales peruanos durante la guerra del Pacífico fueron las apropiaciones de objetos de gran valor cultural realizadas durante el gobierno de ocupación chileno en Lima (17 de enero de 1881-23 de octubre de 1883) en el transcurso de la guerra del Pacífico (1879-1883). La más conocida es la sustracción de libros de la Biblioteca Nacional de Perú, pero también afectó a otras instituciones peruanas y también a lugares de esparcimiento.
El despojo significó en la práctica la sustracción de bienes culturales como estatuas, mármoles, piezas de museos, pinturas, instrumental científico, animales embalsamados (y vivos) y piezas arqueológicas, desde Perú y cargadas en los navíos chilenos arribaron a Valparaíso y a otras ciudades del país vencedor.
A menudo llamado saqueo, el despojo no fue cometido por soldados de menor graduación enceguecidos por la violencia de una lucha mortal y sin control de sus oficiales. Fueron requisas ordenadas por altos oficiales del ejército ocupante, anunciadas con anticipación y realizadas públicamente de las cuales se debió hacer un registro. Inicialmente su objetivo era endurecer las circunstancias de la derrota para obligar a la nación vencida a firmar una paz con cesión.: pág. 297  Finalmente se convirtieron en un medio de servir la vanidad de oficiales que regalaban ornamentos, utensilios y libros a las ciudades e instituciones de donde provenían.
A pesar de que las leyes internacionales vigentes durante el conflicto, el Código Lieber y la Declaración de Bruselas (1874) se contradecían en cuanto a la legalidad de la medida, los esfuerzos diplomáticos y de los directores de las instituciones afectadas, no pudieron impedir el despojo que fue y ha sido condenado unánimemente, más cuando incluso muchos de los escritos chilenos de la época aducían fines de orden y civilización a la ocupación chilena.: pág. 292 
El gobierno chileno había ordenado el 3 de noviembre de 1882 cesar las exanciones, y por un acuerdo de la Cámara de Diputados del 4 de enero de 1883 ordenó públicamente el cese de los despojos. En 1885, tras los esfuerzos de Ricardo Palma ante el presidente de Chile, Domingo Santa María, se logró la devolución de un parte de los libros y otros objetos. Solo en 2007 el gobierno chileno devolvió al Perú 3788 libros que se encontraron en la Biblioteca Nacional de Chile.
No son considerados bienes culturales objetos tales como armas, cañones, maquinaria, rieles o locomotoras, etc.

## Contexto político
Desde el punto de vista chileno, la guerra había sido decidida militarmente en la batalla de Tacna, donde los ejércitos de Perú y Bolivia habían sido desbandados. El gobierno en Santiago deseaba acabar la guerra con un tratado que estipulase la cesión de Tarapacá a Chile. Sin embargo, el gobernante del Perú, Nicolás de Piérola, lejos de aceptar la derrota, había exigido en la Conferencia de Paz de Arica (1880) el retiro de las fuerzas chilenas a las fronteras de antes de la guerra y el pago de una indemnización a Perú por los daños causados durante la guerra. 
Como medio de obligar a las clases dirigentes peruanas a aceptar las condiciones chilenas, el gobierno chileno ordenó la Expedición Lynch, la Expedición a Mollendo y por último la Campaña de Lima. El editorialista del periódico El Independiente en Santiago había escrito el 6 de febrero de 1881:: pág. 297 
El Perú tiene algunos ferrocarriles productivos: explotémoslos por cuenta de Chile, y, en caso necesario destruyámoslo y traigamos a Chile, sus rieles, sus máquinas y equipo. Tiene contribuciones fiscales y municipales: cobrémoselas por cuenta de Chile. Tiene fuera de Tarapacá en las islas de Lobos en Guañapi y en otros puntos depósitos de guano: pongámonos en el acto a vender cargamentos a bordo a quien quiera comprarlos. Tiene palacios lujosamente alhajados, establecimientos públicos con menajes que valen centenares de miles, estatuas, museos, bibliotecas: que todo esos sufra la ley del vencedor
Cuando el Francisco García Calderón, un nuevo presidente de Perú, también se negó a la cesión de territorios, el gobierno chileno ordenó el cumplimiento de los pagos de cupo que debían hacer los notables de Lima. Decenas de personajes de la aristocracia limeña se negaron a pagar y fueron arrestados y enviados a Chile. 
También la requisición de bienes culturales fue pensada como un apremio para obligar a firmar la paz, así como la incautación de material de guerra, vías férreas y máquinas.: pág. 297 
Como era usual a fines del siglo XIX, un tono racista en la sociedad chilena dio pie a una actitud de desdén para con los vencidos que dejó de lado un pensamiento crítico sobre lo que ocurriría.: 1 

## Aspecto legal
En 1847 Andrés Bello publicó sus Principios de Derecho Internacional según los cuales (pág. 175) el derecho estricto de la guerra autorizaba para despojar al enemigo no solo de sus armas y demás medios para dañar, sino que también de las propiedades públicas y privadas, “ya como indemnización de los gastos de la guerra, ya para obligarle a una paz equitativa, ya en fin para escarmentarle y retraerle a él y a otros a injuriarnos” El derecho de apropiarse de los bienes enemigos incluía también el derecho a destruirlos. Un interpretación similar fue sostenida por Arenal en 1879,: 122  aunque añade que "es probable que no se repita en las [guerras] futuras."
Pero a lo largo del siglo XIX la percepción de los derechos del vencido fue cambiando.
En 1879 el gobierno chileno editó bajo el nombre "El derecho de la guerra según los últimos progresos de la civilización" un opúsculo que incluyó los siguientes acuerdos internacionales que debían guiar la actuación los militares chilenos durante la campaña:: pág. 115 
1. Declaración de San Petersburgo de 1868
2. Declaraciones de la Convención Internacional de Ginebra de 1864, con los artículos adicionales de 1868.
3. Proyecto de una Declaración Internacional concerniente a las Leyes y Costumbres de Guerra de 1874.[4]
4. Código Lieber, o Instrucciones para los Ejércitos de los Estados Unidos de América en campaña

La primera prohibía el uso de munición que causase daños innecesarios a los combatientes, en particular prohibía el uso de balas explosivas. La segunda estaba destinada a aliviar la suerte de los heridos en una campaña.
El contenido de las dos últimas publicaciones era relativo al derecho de propiedad en un país ocupado.
Código Lieber del Ejército estadounidense
Estas normas de comportamiento habían sido publicado por el gobierno estadounidense, más precisamente de la Unión, es decir de Abraham Lincoln, en 1863, durante la Guerra de Secesión. Eran leyes de guerra a que debían atenerse sus ejércitos en la guerra en cuanto a derechos de prisioneros, soldados, civiles, propiedad etc. Estas leyes de guerra fueron la base de muchos otros reglamentos acordados posteriormente.
En particular, el Código Lieber establecía en su artículo 31 que los bienes estatales pasaban a manos del ocupante. El artículo 35 ordenaba que los bienes culturales del país ocupado debían ser protegidos durante y después de la batalla. Sin embargo, el artículo 36 expresamente permitía que los bienes culturales pudieran ser parte de las reparaciones de guerra, es decir sustraídos del país ocupado y llevados por el ejército vencedor. El Código Lieber fue muy conocido y usado hasta fines del siglo por el Ejército de los Estados Unidos en la Guerra contra España. También fue adoptado por el Ejército Mexicano en 1873.
Convención de Bruselas de 1874
Ver texto completo en castellano de la declaración en Proyecto de declaración concerniente a las leyes y costumbres de la guerra en Bruselas 1874
La Convención de Bruselas fue acordada 11 años después y era mucho más avanzada pero nunca fue ratificada porque ningún estado firmante la consideró vinculante. Al contrario del Código Lieber, los artículos 5 al 8 de la convención de Bruselas exigían el resguardo de los bienes culturales y no permitía que estos fuesen considerados como reparación de guerra. Al ejército ocupante le permitía recaudar ingresos fiscales solo para mantener los servicios fiscales a los habitantes del país vencido.
Las requisiciones de material de guerra o que podía ser usado como material de guerra, era permitido por ambas declaraciones.: pág. 323 
Los juristas internacionales no tienen una respuesta unánime a cuándo comenzaron a aplicarse las ideas proclamadas por la (nunca ratificada) Declaración de Bruselas de 1874 sobre la propiedad de bienes culturales. Andrea Gattini llama la atención sobre el hecho de que el Código Lieber lo permitía y que la idea de un botín de guerra perduraba después de la Primera Guerra Mundial incluso en intelectuales como Marcel Proust: pág. 70 

## Aspecto cultural
Lima había sido sede del Virreinato colonial español durante siglos y había acumulado riquezas generadas durante la Era del Guano.

## Bienes expoliados
Por la falta de documentos es imposible hacer una lista siquiera medianamente completa de todos los bienes culturales sustraídos desde Perú. Aparte de los libros se extrajeron estatuas de bronce y mármol, diferentes figuras de mármol (sillones, animales, jarrones, maceteros, pedestales, etc), animales vivos, animales disecados o embalsamados, escaleras de mármol completas, cuadros de pintura, candelabros, rejas de jardines, paños, etc.
Son conocidas solamente la lista de libros catalogados por Zegers y Domeyko y una minuta con el cargamento del carguero Amazonas llegado a Valparaíso. Otras requisiciones son conocidas por informes en periódicos de la época, cartas personales, etc.
Otros objetos fueron rematados 'a vil precio' en Lima tras la apelación al ministro del interior chileno en la Cámara de diputados.: pág. 315 
Tanto en Chile como en Perú, la ocultación de los hechos dieron espacio a rumores infundados que hacían de cada estatua pública en Chile, una estatua peruana.: pág. 304 

### Biblioteca Nacional del Perú

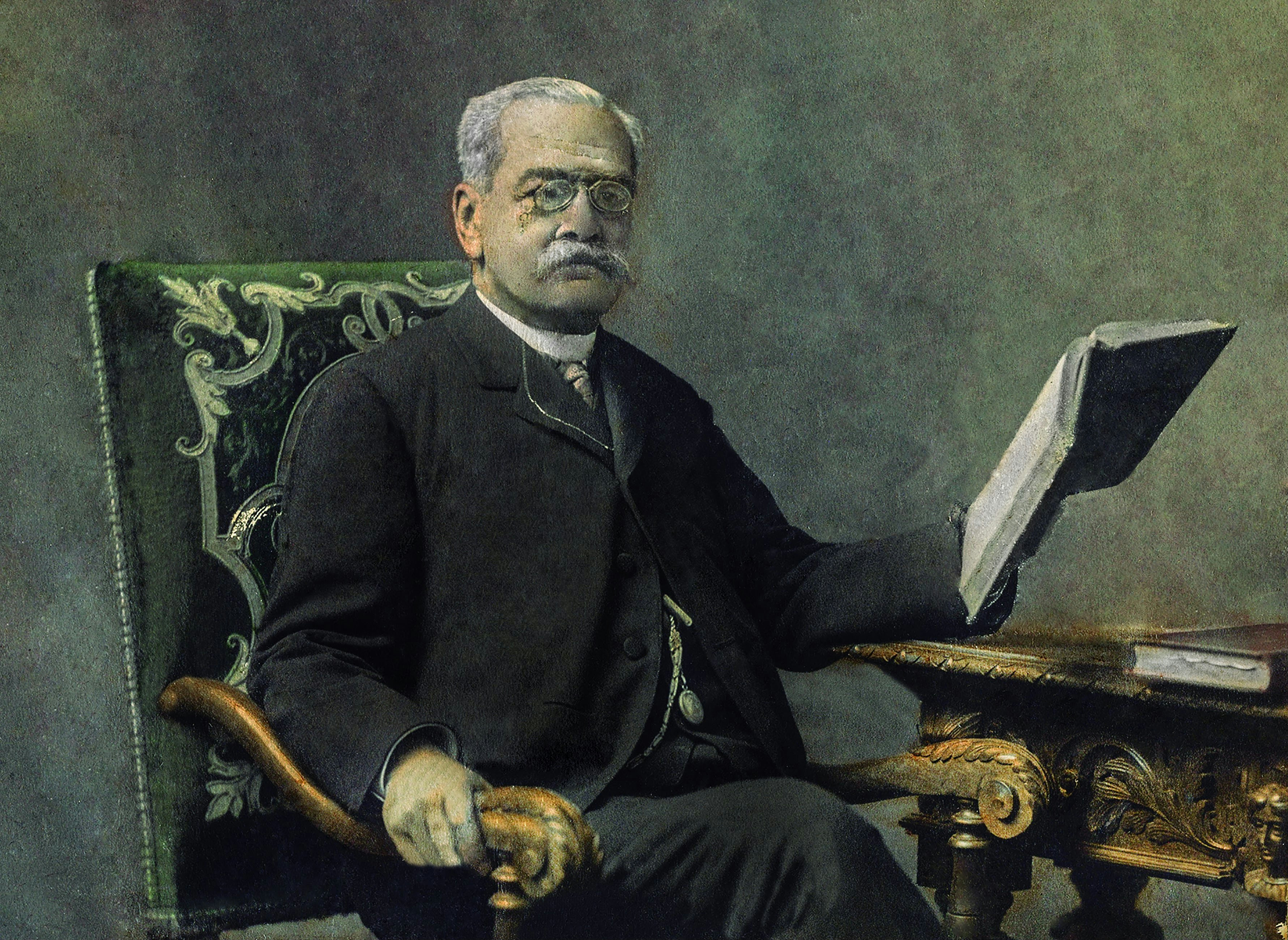
Manuel Ricardo Palma y Carrillo, durante la guerra subdirector y luego director de la Biblioteca Nacional del Perú, intentó infructuosamente detener el desvalije. Posteriormente logró que Domingo Santa María ordenase la devolución de una parte de los libros y otros objetos mal habidos.

Según Sergio Villalobos, la Biblioteca Nacional del Perú poseía antes de la guerra, aproximadamente 50.000-55.000 libros, tantos como en la Biblioteca Nacional de Chile.: 301 : 229–230 
El 26 de febrero de 1881, el gobierno de ocupación dirigido por Pedro Lagos, exigió las llaves de la Biblioteca a su director Manuel de Odriozola, quien bajo protesta tuvo que entregárselas. 
Según Godoy Orellana, el número de libros sustraídos es difícil de cuantificar, pues no solo fueron retirados y enviados a Chile por orden del gobierno de ocupación, sino que como escribió Palma y Carrillo, "mucho de lo robado se vendió en Lima, particularmente en lo referente a libros y periódicos, pues por mucho tiempo los pulperos italianos y los asiáticos, envolvían especias de la venta en papeles de oficio.": pág. 301  Si se considera que la biblioteca fue despojada de todos sus libros (35.000 más otros 15.000 que estaban inutilizados o eran duplicados) y que Domeyko catalogó 10.000 en Santiago, el destino de los 40.000 faltantes es desconocido y tampoco es fácil identificar a los culpables.: pág. 302 

### Observatorio astronómico
Piezas del observatorio astronómico de Lima, que se encontraban en sus respectivos embalajes al momento de la guerra, fueron trasladadas en septiembre de 1881, íntegros en 31 cajones para el Observatorio Astronómico Nacional de Chile.: pág. 311 

### Museo del Cuartel de Artillería en Lima
Desde el museo se sustrajeron, entre otros, un catálogo del Museo Británico, un tigre de bengala embalsamado, un león de África, una lanza japonesa, una maza de madera «de los indios salvajes», un puñal japonés, un pedestal del tigre N° 13, pedestal del león N° 14, tres picas japonesas, dos picas planas japonesas, un catálogo de exposición de Lima de 1872 y un taparrabo «de los indios salvajes».: pág. 311 

### Parque de la Exposición
Dos estatuas de leones que adornaban el Parque de la Exposición fueron retirados por Lynch en septiembre de 1881. En noviembre, se retiraron cuatro estatuas y dos floreros de mármol. Las estatuas fueron devueltas poco después, pero no los floreros.: pág. 316 

#### Zoológico de Lima
Dos leones fueron embarcados a Chile, donde debieron permanecer en pequeñas jaulas hasta la remodelación del Zoológico de Santiago.: pág. 311 

### Escuela de Medicina
Fueron sustraídos el gabinete de física, la biblioteca, el mobiliario más los útiles de la escuela de Medicina de Lima.: pág. 315 

### ImprentaEl Peruano
Los tipos y máquinas de la imprenta de El Peruano llegaron a Chile en junio de 1881.: pág. 315 

### Pinturas
- Los funerales de Atahualpa de Luis Montero. Esta fue expuesta, junto a otras pinturas sustraídas, en el Hall del Senado chileno. Fueron devueltas en 1885.[1]: pág. 311-312
- El Perú Libre , pintura al óleo de 1853 realizada por el pintor peruano Luis Montero, fue llevada a Chile en 1881.[7]

### Estatuas
Fueron sustraídos principalmente de bodegas diversas estatuas y esculturas, de las cuales la mayoría no fueron devueltas. Algunas fueron instaladas en espacios públicos de ciudades de Chile como Valparaíso, Talca y Lota.

## Reacción en Perú y en Chile

### Perú
En Lima, bajo gobierno militar chileno, con sus estructuras estatales colapsadas, poco se podía hacer para proteger sus bienes culturales. Se intentó impedir la sustracción de los bienes llevándolos a almacenes privados o por lo menos desconocidos a los chilenos. Así lo hizo César Canevaro Valega con pinturas que se escondieron en la bóveda del Banco del Callao,: pág. 313  o el Parque de la Exposición que las llevó a depósitos municipales y particulares.: pág. 316  Según Albert Davin, los pilares de plata de la catedral de Lima se recubrieron con pintura para evitar su sustracción, pero, continúa Davin, fue innecesario porque los chilenos no tocaron las pertenencias de la iglesia católica.: pág. 300 
El director de la Biblioteca Nacional del Perú, Odriozola, firmó el 10 de marzo de 1881 una carta de denuncia (redactada por Ricardo Palma, subdirector de la Biblioteca) dirigida al ministro plenipotenciario de los EE. UU., Isaac P. Christiancy, en que se solicita su intervención, pero sus esfuerzos no tuvieron éxito. El director de Archivo General de la Nación del Perú, Manuel María Bravo, no firmó la carta para no "indisponer" a Francisco García Calderón, quien dependía de la buena voluntad del gobierno de ocupación.
En 1884, gracias a gestiones de Ricardo Palma, el presidente de Chile, Domingo Santa María, ordenó la búsqueda y devolución de los libros que “pudieron sacarse en un momento de ardor bélico”. La pintura de Luis Montero Los funerales de Atahualpa y dos cajones con documentos que habían sido sustraídos del Perú por Benjamín Vicuña Mackenna fueron también devueltos en 1884 y 1885.: pág. 303- 
El 16 de noviembre de 1883, el gobierno peruano ordenó por decreto la devolución de los bienes de la Biblioteca que se encontrasen en manos privadas.: pág. 231 
A fines de noviembre de 1883, Ricardo Palma informó que quedaban poco más de 700 libros en la biblioteca y empezó a recolectar, junto con Ricardo Rossel y otros, casa por casa y personalmente, los que se hallaban en poder de particulares en Lima. En 1884, solicitó a Chile la devolución del material requisado, lo cual tuvo eco en Santiago y, por orden del presidente Domingo Santa María, recibió la devolución de 10.000 libros para la Biblioteca de Lima. El 5 de noviembre de 2007, tras una investigación histórica, bibliográfica y de sus catálogos, la Dibam devolvió 3788 libros originalmente de propiedad de la Biblioteca de Lima, por los sellos y rúbricas estampados, y que se encontraban en la Biblioteca Nacional de Chile y en la Biblioteca Santiago Severín de Valparaíso. El 24 de marzo de 2008, el gobierno de Chile anunció también la devolución de 77 volúmenes y 32 manuscritos que fueron requisados durante la ocupación y que pertenecían a los archivos de ministerios y del ejército del Perú.

### Chile

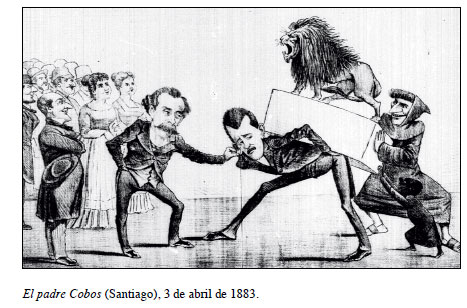
Caricatura publicada en la revista chilena El Padre Cobos en 1882. El Ministro Balmaceda lava sus manos en inocencia y ordena al intendente de Santiago, Mackenna, deshacerse del pesado león peruano. La élite de Santiago observa con placer la llegada de la estatua. El texto de la caricatura decía:
B: Guillermo, agarra esos leones I llévatelos mui lejos; Mira que la prensa seria no quiere en la plaza verlos.
M: Pero, señor, ¿i yo entonces cómo ante el público quedo?
B: Quedarás como un babieca, como un tonto, como un perro Loco... ¿i a mi que me importa que digan de una hasta ciento de ti, no diciendo nada de mi ni del ministerio?
M: Pero, ¿qué hago con los leones? ¿adonde, señor, los meto?
B: Métalos donde usted quiera: la cuestión es esconderlos. Lo que en el norte granjeamos, Lo que del norte traemos, Si lo dejamos oculto ya deja de ser granjeo. Mas ponerlo en una plaza! Eso no puede ser bueno. Podemos traer un Huáscar, Héroe de pelo en pecho, pero traer alimañas, ¡Traer leones, traer perros, ¡Eso es atentar contra el internacional derecho!
M: Es que yo tengo vergüenza i, la verdad, no me atrevo a emplumar con estos brutos, pues me parece que el pueblo a darme va de piedras que me deje como nuevo.
B: Obedece pronto, i calla i no me chistes, Guillermo. Por la razón o la fuerza, con tus leones i tus perros i todos tus animales vete al instante al infierno"

Milton Godoy Orellana sostiene que el número de estatuas sustraídas fue escaso, pero que la ocultación de los hechos condujo a rumores infundados. Así ocurrió con una estatua ubicada en la Plaza de Armas de Santiago.: pág. 304 
Luis Zegers e Ignacio Domeyko
En Chile los libros comenzaron a llegar a mediados de marzo de 1881. El gobierno dispuso que Ignacio Domeyko, rector de la Universidad de Chile, y el profesor de física Luis Zegers catalogasen los libros y utensilios llegados a Valparaíso en 103 grandes cajones y 80 bultos. Ellos debían establecer su utilidad para ser distribuidos luego entre los establecimientos públicos. Domeyko, polaco de nacimiento y conocedor de los horrores de las guerras europeas, tomo precaución de registrar sus acciones y tomar distancia de los actos con que se habían procurado los libros.: págs. 301-302 
El 22, 23 y 24 de agosto de 1881 el Diario Oficial de Chile publicó bajo el título “Lista de libros traídos del Perú” el registro hecho por Domeyko: más de 10.000 libros, colecciones mineralógicas, esqueletos, animales disecados, instrumentos de química y farmacia, astronomía y física, preparaciones anatómicas y otros objetos llegados.
A partir de su catalogación, muchos libros y otros bienes fueron repartidos en escuelas, bibliotecas o sustraídos y vendidos a particulares. Godoy Orellana nombra los casos del Liceo de Chillán, la ciudad de Talca y el Club de Septiembre, así como ventas hechas por funcionarios de la Biblioteca en Santiago.
La prensa
Cuando comenzaron a aparecer las estatuas en las plazas y paseos de Chile, la prensa primero informó sobre el asunto sin criticar. La actitud cambió cuando el 22 de diciembre de 1882 ancló en Valparaíso el Amazonas procedente del Callao con el mayor cargamento de bienes sustraídos con la particularidad de que quedaron registrados en una "minuta" enviada por Patricio Lynch. De ella, y otros documentos se desprende que el intendente de Valparaíso, Eulogio Altamirano Aracena, el presidente de Chile Domingo Santa María y el ministro del interior José Manuel Balmaceda estaban al tanto del desvalijamiento. 
En la prensa hubo dos frentes, uno representado por el periódico La Época que criticaba duramente la sustracción de bienes culturales de un país vencido, y El Estandarte Católico que tomaba una actitud ambivalente: reconocía “lo impropio de arrancar de suelo peruano esos objetos” pero dejaba al intendente decidir si continuar o no con la instalación. Así el 6 de abril de 1883 se publicaba:: pág. 310 
Ya sea para embellecer nuestros lugares de recreo con aquellos objetos de arte, o ya sea para salvar la honra nacional, quitándolos de nuestros paseos públicos; pues que, al decir de cierto diario está muy comprometido el nombre de Chile con la colocación de estos objetos que, en vez de embellecer las plazas, solo sirven para amenguar el alto grado de nuestra civilización.
Por el contrario, los redactores de La Época sostenían que la guerra era contra los soldados peruanos “no hemos ido ni debemos ir contra sus monumentos, sus jardines y sus paseos”.: pág. 314 
Gobierno y legislativo
El 3 de noviembre de 1882, Domingo Santa María, ante las continuas críticas de la prensa, ordenó a Patricio Lynch detener el traslado de objetos a Chile, recordándole que “suele prender una fiebre peligrosa en este sentido”.: pág. 314 
La Cámara de Diputados de Chile se reunió en sesión extraordinaria el 4 de enero de 1883 para interpelar al gobierno sobre los despojos. El diputado Augusto Matte Pérez inquirió al ministro del Interior José Manuel Balmaceda sobre los "oprobiosos y humillantes" cargamentos de bienes culturales peruanos: 314 :
Hoy más que nunca, necesitamos del respeto y el concepto de honorabilidad y honradez de parte de las naciones que nos observan. Y esto no podemos conseguirlo sino cuidando que nuestros actos se ajusten estrictamente a la justicia, el pundonor y las prácticas humanitarias y de desprendimiento que nos dan ejemplo las naciones más cultas. Por lo tanto se hace saber cual es la opinión, cual el criterio de los altos funcionarios que dirigen el Estado sobres esta materia
Balmaceda intentó aplacar los ánimos aduciendo que Lynch al parecer había encontrado los bienes en una bodega y que pensó que no habría reparos en enviarlos a Chile. Cuando se vio contradicho por la evidencia, Balmaceda apeló "a la discreción de los diputados" y “el giro que se ha dado a este negocio no es conveniente ni para la Cámara ni para el país”. 
Los diputados Matte y Guillermo Puelma Tupper sostuvieron que el despojo era un daño a la honra del país, que era innecesario, y que debía ser devuelto o desglosado del cupo de guerra. Puelma agregó:
Pero lo que se ha hecho no es decoroso y tan cierto es lo que digo, que la vista de esos sofáes causa sonrojo a los que paseamos por la plaza. Yo no me he sentado en esos bancos ni me sentare jamás”
Bajo la promesa de Balmaceda de detener la expoliación y devueltos los objetos, la cámara retiró la indicación contra el ministro.: pág. 318 

### Devoluciones en 2007 y 2017
En el año 2006, los gobiernos de Ricardo Lagos y Alejandro Toledo iniciaron esfuerzos para ubicar y devolver los libros a Perú, lo que se concretó con la entrega de 3.788 volúmenes y piezas originalmente de propiedad de la Biblioteca Nacional de Lima, que se encontraban en la Biblioteca Nacional de Chile y en la Biblioteca Santiago Severín de Valparaíso. En 2017, la biblioteca chilena dio a conocer la devolución de otros 700 libros.

## Consecuencias

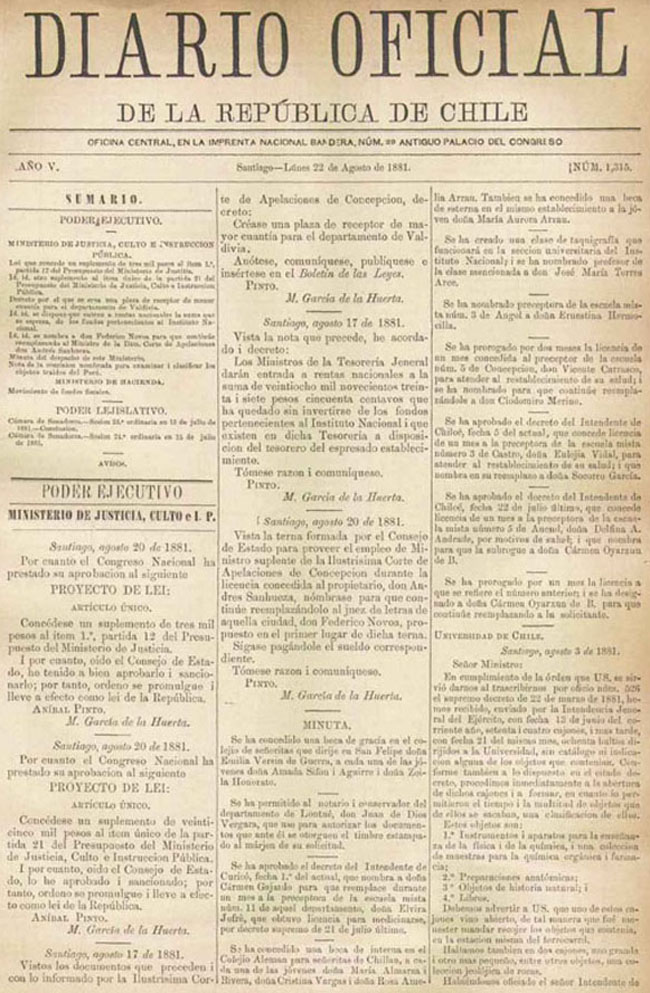
Portada del Diario Oficial de Chile de 22 de agosto de 1881, que publica la lista de libros catalogados por Ignacio Domeyko.

Por el artículo 13 del Tratado de Ancón, firmado el 13 de octubre de 1883 y que finalizó la guerra, Los gobiernos contratantes reconocen y aceptan la validez de todos los actos administrativos y judiciales pasados durante la ocupación del Perú, derivados de la jurisdicción marcial ejercida por el gobierno de Chile.
La historiografía chilena ignoró el tema durante largo tiempo. Los historiadores chilenos Diego Barros Arana y Benjamín Vicuña Mackenna no relatan los hechos en sus voluminosas historias de la Guerra a pesar de la cercanía temporal y su acceso a las fuentes.: pág. 291 
Es posible que el despojo de bienes culturales, ocurrido inicialmente por órdenes superiores, después de un tiempo haya tomado una dinámica propia hasta convertirse en un servicio personal ya sea para engalanar las ciudades chilenas de los respectivos oficiales o, peor incluso, de enriquecimiento propio.
Sobre el marco histórico de los hechos, Godoy Orellana escribe:
No está de más destacar que estos hechos fueron hijos de su tiempo, dado que en el difícil plano de los supuestos, es posible pensar que si el triunfo hubiese sido peruano, los hechos no habrían tomado un camino muy diferente, en tanto las prácticas observadas tenían una notable frecuencia en el desarrollo de los conflictos bélicos a nivel internacional. En este sentido, y a la luz del análisis del clásico artículo de Malinowski, la Guerra del Pacífico fue una “guerra moderna”, por cuanto se combatió con los países en conflicto en todas las fronteras y escenarios –inclusive el urbano, como en Chorrillos–, haciendo imposible distinguir entre militares y civiles o entre objetivos militares y la riqueza cultural de una nación (monumentos, iglesias, riquezas, centros científicos, etcétera). En su estudio, Malinowski establece que estas no son solo expresiones de salvajismo de una nación, sino que “son sencillamente inevitables, porque los ordena la técnica moderna de la violencia”: pág. 324 
Godoy Orellana previene contra el chauvinismo envanecido y contra la acusación infundada y que se debe centrar el análisis en 
esclarecer su comprensión y no a obnubilar más el pasado, disipado solo por el prisma de quien defiende una historia nacional instrumentalizada, que funciona para el caso de unos como “el odio justo” invaluable arma política que permite aunar y cohesionar frente a un enemigo común, mientras que para otros es fundante de un nacionalismo exacerbado, enceguecido y fatuo.
Sergio Villalobos condena los hechos en las siguientes palabras:
El desvalijamiento por parte de los chilenos no tiene justificación alguna.: pág. 233 
Quedan para la posteridad las palabras premonitorias con que Ignacio Domeyko evaluó el aporte de los libros:
para que se viera el poco provecho que aportó al país ese robo y cuánto contribuirá para excitar animosidades entre dos naciones hermanas.: pág. 325 